# Fabula (Adelphi)
Fabula è una collana della casa editrice Adelphi fondata nel 1985. Pubblica testi di autori del XX secolo, ripescati e riproposti, e quelli di scrittori contemporanei ed emergenti. Inizia le pubblicazioni con L'insostenibile leggerezza dell'essere di Milan Kundera e a gennaio 2025 comprende 414 titoli.
Graficamente simile alla Biblioteca Adelphi, nelle dimensioni e nella scelta dei colori, se ne distingue per la mancanza della banda nera in alto, dove, al posto del nome e della numerazione della collana, vi è l'autore dell'opera. Segue, generalmente (anche se si riscontrano delle variazioni di tanto in tanto), un'immagine contornata da un quadrato, il titolo, il simbolo della casa editrice e, da ultimo, il nome della stessa diviso dal resto da una sottile linea nera che si congiunge alla gabbia che comprende il tutto.

## Volumi pubblicati

### 1985
- 1. Milan Kundera, L'insostenibile leggerezza dell'essere, traduzione di Antonio Barbato (pseudonimo di Giuseppe Dierna)
- 2. Ingeborg Bachmann, Il trentesimo anno, traduzione di Magda Olivetti
- 3. Guido Morselli, Dissipatio H.G.
- 4. Thomas Bernhard, Il soccombente, traduzione di Renata Colorni

### 1986
- 5. Bruce Chatwin, Sulla collina nera, trad. di Clara Morena
- 6. Milan Kundera, Lo scherzo, trad. di Antonio Barbato (pseudonimo di Giuseppe Dierna)
- 7. Aldo Busi, Seminario sulla gioventù
- 8. Ingeborg Bachmann, Tre sentieri per il lago, trad. di Amina Pandolfi
- 9. Anna Maria Ortese, L'Iguana
- 10. Danilo Kiš, Giardino, cenere, trad. di Lionello Costantini
- 11. Guido Morselli, Roma senza papa
- 12. Leonardo Sciascia, 1912 + 1

### 1987
- 13. Ingeborg Bachmann, Malina, trad. di Maria Grazia Manucci
- 14. Milan Kundera, La vita è altrove, trad. di Serena Vitale
- 15. Guido Morselli, Contro-passato prossimo
- 16. Clarice Lispector, Vicino al cuore selvaggio, trad. di Rita Desti
- 17. Vasilij Grossman, Tutto scorre..., trad. di Gigliola Venturi
- 18. Leonardo Sciascia, Porte aperte
- 19. Anna Maria Ortese, In sonno e in veglia

### 1988
- 20. Giampaolo Rugarli, La troga
- 21. Thomas Bernhard, Perturbamento, trad. di Eugenio Bernardi
- 22. Danilo Kiš, Enciclopedia dei morti, trad. di Lionello Costantini
- 23. Robert M. Pirsig, Lo Zen e l'arte della manutenzione della motocicletta, trad. di Delfina Vezzoli
- 24. Leonardo Sciascia, A ciascuno il suo
- 25. Milan Kundera, Amori ridicoli, trad. di Antonio Barbato (pseudonimo di Giuseppe Dierna)
- 26. Ingeborg Bachmann, Il caso Franza - Requiem per Fanny Goldmann, trad. di Magda Olivetti
- 27. Andrzej Szczypiorski, La bella signora Seidenman, trad. di Pietro Marchesani
- 28. Leonardo Sciascia, Il cavaliere e la morte

### 1989
- 29. Thomas Bernhard, Il respiro, trad. di Anna Ruchat
- 30. Milan Kundera, Il valzer degli addii, trad. di Serena Vitale
- 31. Ruve Masada, Il principio della piramide
- 32. Leonardo Sciascia, Il consiglio d'Egitto
- 33. Fleur Jaeggy, I beati anni del castigo
- 34. J. Rodolfo Wilcock, Lo stereoscopio dei solitari
- 35. Bruce Chatwin, Utz, trad. di Dario Mazzone
- 36. Guido Morselli, Divertimento 1889
- 37. Thomas Bernhard, Il nipote di Wittgenstein, trad. di Renata Colorni

### 1990
- 38. Giuseppe Pontiggia, L'arte della fuga
- 39. Leonardo Sciascia, Candido
- 40. Milan Kundera, L'immortalità, trad. di Alessandra Mura
- 41. Giorgio Manganelli, Encomio del tiranno
- 42. Enzo Muzii, Punto di non ritorno
- 43. Danilo Kiš, Clessidra, trad. di Lionello Costantini
- 44. J. Rodolfo Wilcock, La sinagoga degli iconoclasti
- 45. Thomas Bernhard, A colpi d'ascia, trad. di Agnese Grieco e Renata Colorni

### 1991
- 46. Bruce Chatwin, Il viceré di Ouidah, trad. di Marina Marchesi
- 47. David Garnett, Aspetti dell'amore, trad. di Adriana Motti
- 48. Franz Werfel, Una scrittura femminile azzurro pallido, trad. di Renata Colorni
- 49. Giorgio Manganelli, La palude definitiva, a cura di Ebe Flamini
- 50. David Vogel, Vita coniugale, trad. di Gaio Sciloni
- 51. Milan Kundera, Il libro del riso e dell'oblio, trad. di Alessandra Mura
- 52. Leonardo Sciascia, Le parrocchie di Regalpetra
- 53. Juan Benet, Nella penombra, trad. di Carlo Brera
- 54. Guido Morselli, Il comunista
- 55. Thomas Bernhard, Il freddo, trad. di Anna Ruchat
- 56. Muriel Spark, Simposio, trad. di Anna Bassan Levi
- 57. Álvaro Mutis, L'ultimo scalo del Tramp Steamer, trad. di Gabriella Bonetta

### 1992
- 58. Roy Lewis, Il più grande uomo scimmia del Pleistocene, trad. di Carlo Brera
- 59. Roberto Vigevani, Dalla pancia di un orso bianco
- 60. Leonardo Sciascia, Gli zii di Sicilia
- 61. Thomas Bernhard, L'origine, trad. di Umberto Gandini
- 62. André Malraux, La Via dei Re, trad. di Corrado Pavolini
- 63. Guido Morselli, Un dramma borghese
- 64. Robert M. Pirsig, Lila, trad. di Adriana Bottini
- 65. Thomas Bernhard, Antichi Maestri, trad. di Anna Ruchat

### 1993
- 66. Leonardo Sciascia, Il giorno della civetta
- 67. Josef Škvorecký, Il sax basso, a cura di Giuseppe Dierna
- 68. Norman Maclean, In mezzo scorre il fiume, trad. di Marisa Caramella
- 69. Anna Maria Ortese, Il cardillo addolorato
- 70. Paolo Maurensig, La variante di Lüneburg
- 71. Muriel Spark, Memento mori, trad. di Maria Grazia Griffini Rosnati
- 72. Mario Soldati, Salmace
- 73. Roy Lewis, La vera storia dell'ultimo re socialista, trad. di Carlo Brera

### 1994
- 74. Leonardo Sciascia, Il contesto
- 75. Thomas Bernhard, Un bambino, trad. di Renata Colorni
- 76. Piero Meldini, L'avvocata delle vertigini
- 77. Anna Maria Ortese, Il mare non bagna Napoli
- 78. Joseph Mitchell, Il segreto di Joe Gould, trad. di Gaspare Bona
- 79. Thomas Bernhard, La cantina, trad. di Eugenio Bernardi
- 80. Muriel Spark, A mille miglia da Kensington, trad. di Anna Allisio
- 81. Fleur Jaeggy, La paura del cielo
- 82. Christina Stead, Un tè e quattro chiacchiere, trad. di Carlo Brera
- 83. Fruttero & Lucentini, La donna della domenica

### 1995
- 84. Leonardo Sciascia, Todo modo
- 85. Tim Parks, Lingue di fuoco, trad. di Rita Baldassarre
- 86. Milan Kundera, La lentezza, trad. di Ena Marchi
- 87. Alberto Arbasino, Specchio delle mie brame
- 88. Yakup Kadri Karaosmanoğlu, Nur Baba, trad. di Giampiero Bellingeri
- 89. Edgardo Franzosini, Raymond Isidore e la sua cattedrale
- 90. V.S. Naipaul, Una via nel mondo, trad. di Marcella Dallatorre

### 1996
- 91. Leonardo Sciascia, Il mare colore del vino
- 92. Muriel Spark, La ballata di Peckham Rye, trad. di Margherita Crepax e Maria Grazia Bellone
- 93. Piero Meldini, L'antidoto della malinconia
- 94. Anna Maria Ortese, Alonso e i visionari
- 95. V.S. Naipaul, In uno Stato libero, trad. di Marcella Dallatorre
- 96. Cathleen Schine, La lettera d'amore, trad. di Domenico Scarpa
- 97. Andrzej Szczypiorski, Notte, giorno e notte, trad. di Marco Binni
- 98. Thomas Bernhard, Estinzione, trad. di Andreina Lavagetto

### 1997
- 99. Leonardo Sciascia, La scomparsa di Majorana
- 100. Álvaro Mutis, La casa di Araucaíma, trad. di Carlo Brera
- 101. Jamaica Kincaid, Autobiografia di mia madre, trad. di David Mezzacapa
- 102. Fabrizio Dentice, Perros de España
- 103. Franz Hessel, Romanza parigina, trad. di Enrico Arosio
- 104. Frank McCourt, Le ceneri di Angela, trad. di Claudia Valeria Letizia
- 105. Milan Kundera, L'identità, trad. di Ena Marchi
- 106. Jacob Presser, La notte dei Girondini, trad. di Primo Levi

### 1998
- 107. Patrick McGrath, Follia, trad. di Matteo Codignola
- 108. Anna Maria Ortese, Il porto di Toledo
- 109. Guido Morselli, Uomini e amori, a cura di Paolo Fazio
- 110. Giuseppe Ferrandino, Pericle il Nero
- 111. Tim Parks, Fuga nella luce, trad. di Gino Scatasta
- 112. Cathleen Schine, Le disavventure di Margaret, trad. di Annamaria Biavasco e Valentina Guani
- 113. Muriel Spark, Realtà e sogni, trad. di Claudia Valeria Letizia e Adriana Bottini
- 114. William S. Burroughs, Checca, trad. di Katia Bagnoli
- 115. Rosa Matteucci, Lourdes

### 1999
- 116. Anne Fine, Lo diciamo a Liddy?, trad. di Olivia Crosio
- 117. Patrick McGrath, Il morbo di Haggard, trad. di Annamaria Raffo
- 118. Giuseppe Ferrandino, Il rispetto
- 119. Jamaica Kincaid, Mio fratello, trad. di Franca Cavagnoli
- 120. Abilio Estévez, Tuo è il regno, trad. di Barbara Bertoni
- 121. Leonardo Sciascia, La strega e il capitano
- 122. Ann-Marie MacDonald, Chiedi perdono, trad. di Giovanna Granato
- 123. Piero Meldini, Lune

### 2000
- 124. Vincent de Swarte, Il re di Atlantide, trad. di Giorgio Pinotti
- 125. Anne Fine, Villa ventosa, trad. di Olivia Crosio
- 126. Muriel Spark, Gli anni fulgenti di Miss Brodie, trad. di Adriana Bottini
- 127. Anna Maria Ortese, L'Infanta sepolta, a cura di Monica Farnetti
- 128. Patrick McGrath, Grottesco, trad. di Claudia Valeria Letizia
- 129. Frank McCourt, Che paese, l'America, trad. di Claudia Valeria Letizia
- 130. Thomas Bernhard, I mangia a poco, trad. di Eugenio Bernardi
- 131. Mordecai Richler, La versione di Barney, trad. di Matteo Codignola

### 2001
- 132. Alberto Arbasino, Super-Eliogabalo
- 133. Dai Sijie, Balzac e la Piccola Sarta cinese, trad. di Ena Marchi
- 134. Jean Rhys, Addio, Mr Mackenzie, trad. di Marcella Dallatorre
- 135. Anna Maria Ortese, Il Monaciello di Napoli
- 136. Milan Kundera, L'ignoranza, trad. di Giorgio Pinotti
- 137. Michael Kimball, E allora siamo andati via, trad. di Paolo Dilonardo
- 138. William S. Burroughs, Pasto nudo, trad. di Franca Cavagnoli
- 139. Fleur Jaeggy, Proleterka
- 140. Tim Parks, Destino, trad. di Giovanna Granato

### 2002
- 141. Muriel Spark, Il settimo Conte di Lucan, trad. di Claudia Valeria Letizia
- 142. Glenway Wescott, Il falco pellegrino, trad. di Marina Antonielli
- 143. W.G. Sebald, Austerlitz, trad. di Ada Vigliani
- 144. Christina Stead, Letty Fox, trad. di Adriana Bottini
- 145. Stelio Mattioni, Tululù
- 146. V.S. Naipaul, La metà di una vita, trad. di Franca Cavagnoli
- 147. Milán Füst, La storia di mia moglie, trad. di Marinella D'Alessandro

### 2003
- 148. Rosa Matteucci, Libera la Karenina che è in te
- 149. Giovanni Mariotti, Storia di Matilde
- 150. Natasha Radojčić-Kane, Ritorno a casa, trad. di Roberto Serrai
- 151. Glenway Wescott, Appartamento ad Atene, trad. di Giulia Arborio Mella
- 152. Mordecai Richler, Solomon Gursky è stato qui, trad. di Massimo Birattari
- 153. W.G. Sebald, Vertigini, trad. di Ada Vigliani
- 154. William S. Burroughs, La macchina morbida, trad. di Katia Bagnoli

### 2004
- 155. V.S. Naipaul, I coccodrilli di Yamoussoukro, trad. di Franca Cavagnoli
- 156. Laurent Gaudé, La morte di re Tsongor, trad. di Laura Frausin Guarino
- 157. Rubén Gallego, Bianco su nero, trad. di Elena Gori Corti
- 158. Shirley Jackson, L'incubo di Hill House, trad. di Monica Pareschi
- 159. Christina Stead, L'uomo che amava i bambini, trad. di Floriana Bossi
- 160. Natasha Radojčić-Kane, Domicilio sconosciuto, trad. di Elena Dal Pra
- 161. Alan Bennett, Signore e signori, trad. di Davide Tortorella
- 162. Dai Sijie, Muo e la vergine cinese, trad. di Angelo Bray e Marina Di Leo
- 163. Andrew Sean Greer, Le confessioni di Max Tivoli, trad. di Elena Dal Pra
- 164. Muriel Spark, Invidia, trad. di Enrico Terrinoni

### 2005
- 165. Madeleine Bourdouxhe, La donna di Gilles, trad. di Graziella Cillario
- 166. Jamaica Kincaid, Mr. Potter, trad. di Franca Cavagnoli
- 167. Salvatore Niffoi, La leggenda di Redenta Tiria
- 168. Miriam Toews, Un complicato atto d'amore, trad. di Monica Pareschi
- 169. Tim Parks, La doppia vita del giudice Savage, trad. di Silvia Artoni
- 170. Paul Collins, Né giusto né sbagliato, trad. di Carlo Borriello
- 171. V.S. Naipaul, Una casa per Mr. Biswas, trad. di Franca Cavagnoli
- 172. Alicia Erian, Beduina, trad. di Giuseppina Oneto
- 173. Danilo Kiš, Una tomba per Boris Davidovič, trad. di Ljiljana Avirovic

### 2006
- 174. Salvatore Niffoi, La vedova scalza
- 175. Henry Green, Partenza in gruppo, trad. di Carlo Bay
- 176. Peter Cameron, Quella sera dorata, trad. di Alberto Rossatti
- 177. Paul Collins, La follia di Banvard, trad. di Marco Lunari
- 178. Abilio Estévez, I palazzi lontani, trad. di Barbara Bertoni
- 179. Mordecai Richler, L'apprendistato di Duddy Kravitz, trad. di Massimo Birattari
- 180. Anna Maria Ortese, Angelici dolori, a cura di Luca Clerici
- 181. Frank McCourt, Ehi, prof!, trad. di Claudia Valeria Letizia

### 2007
- 182. Salvatore Niffoi, Ritorno a Baraule
- 183. Kiran Desai, Eredi della sconfitta, trad. di Giuseppina Oneto
- 184. Jean Echenoz, Ravel, trad. di Giorgio Pinotti
- 185. W.G. Sebald, Gli emigrati, trad. di Ada Vigliani
- 186. Peter Cameron, Un giorno questo dolore ti sarà utile, trad. di Giuseppina Oneto
- 187. Muriel Spark, Gli scapoli, trad. di Claudia Valeria Letizia
- 188. Roberto Bolaño, 2666 - I, trad. di Ilde Carmignani
- 189. Andrej Longo, Dieci
- 190. Alan Bennett, La sovrana lettrice, trad. di Monica Pavani
- 191. Davis Grubb, La morte corre sul fiume, trad. di Giuseppina Oneto
- 192. V.S. Naipaul, Semi magici, trad. di Giovanni Ferrara degli Uberti

### 2008
- 193. Salvatore Niffoi, Collodoro
- 194. William S. Burroughs, Nova Express, trad. di Carlo Borriello
- 195. David Henry Sterry, Un pollastro a Hollywood, trad. di Andrea Di Gregorio
- 196. Christina Stead, Il piccolo hotel, trad. di Franca Cavagnoli
- 197. Letizia Muratori, La casa madre
- 198. Peter Cameron, Paura della matematica, trad. di Luciana Bianciardi
- 199. Muriel Spark ,Atteggiamento sospetto, trad. di Ettore Capriolo
- 200. Dai Sijie, Una notte in cui la luna non è sorta, trad. di Martina Mazzacurati
- 201. Mordecai Richler, Le meraviglie di St. Urbain Street, trad. di Franco Salvatorelli
- 202. Roberto Bolaño, 2666 - II, trad. di Ilde Carmignani
- 203. Andrew Sean Greer,La storia di un matrimonio, trad. di Giuseppina Oneto

### 2009
- 204. János Székely, Tentazione, trad. di Vera Gheno
- 205. Salvatore Niffoi, Il pane di Abele
- 206. Shirley Jackson, Abbiamo sempre vissuto nel castello, trad. di Monica Pareschi
- 207. Curzio Malaparte, Kaputt, a cura di Giorgio Pinotti
- 208. Letizia Muratori, Il giorno dell'indipendenza
- 209. Mark Sarvas, Harry, rivisto, trad. di Franco Salvatorelli
- 210. Patrick Dennis, Zia Mame, trad. di Matteo Codignola
- 211. Muriel Spark, I consolatori, trad. di Monica Pareschi
- 212. Andrej Longo, Chi ha ucciso Sarah?
- 213. William S. Burroughs, Il biglietto che esplose, trad. di Andrew Tanzi
- 214. Jean Echenoz, Correre, trad. di Giorgio Pinotti
- 215. Jedediah Berry, Manuale di investigazione, trad. di Ombretta Giumelli
- 216. Ingeborg Bachmann, Il libro Franza, trad. di Magda Olivetti e Luigi Reitani
- 217. Christopher Isherwood, Un uomo solo, trad. di Dario Villa

### 2010
- 218. Salvatore Niffoi, Il Bastone dei Miracoli
- 219. Licia Giaquinto, La ianara
- 220. Paul Collins, Al paese dei libri, trad. di Roberto Serrai
- 221. Elizabeth Kelly, Chiedi scusa! Chiedi scusa!, trad. di Ombretta Giumelli
- 222. Roberto Bolaño,  Amuleto, trad. di Ilide Carmignani
- 223. Letizia Muratori, Sole senza nessuno
- 224. Patrick Dennis, Povera piccina, a cura di Matteo Codignola
- 225. Clancy Martin, Come si vende, trad. di Mariagrazia Gini
- 226. Curzio Malaparte, La pelle, a cura di Caterina Guagni e Giorgio Pinotti
- 227. W.G. Sebald, Gli anelli di Saturno, trad. di Ada Vigliani
- 228. Alan Bennett, Una vita come le altre, trad. di Mariagrazia Gini
- 229. Roberto Bolaño, Il Terzo Reich, trad. di Ilide Carmignani

### 2011
- 230. J. Rodolfo Wilcock, I due allegri indiani
- 231. Christopher Isherwood, La violetta del Prater, trad. di Giorgio Monicelli
- 232. Salvatore Niffoi, Il lago dei sogni
- 233. Aldous Huxley, Punto contro punto, trad. di Maria Grazia Bellone
- 234. Guido Ceronetti, In un amore felice
- 235. Goffredo Parise, Il padrone
- 236. William S. Burroughs e Jack Kerouac, E gli ippopotami si sono lessati nelle loro vasche, trad. di Andrew Tanzi
- 237. Andrej Longo, Lu campo di girasoli
- 238. Patrick Dennis, Intorno al mondo con zia Mame, trad. di Mariagrazia Gini
- 239. Austin Wright, Tony & Susan, trad. di Laura Noulian
- 240. Friedrich Dürrenmatt, Giustizia, trad. di Giovanna Agabio
- 241. Alan Bennett, Due storie sporche, trad. di Mariagrazia Gini
- 242. V.S. Naipaul, I mimi, trad. di Valeria Gattei

### 2012
- 243. Roberto Bolaño, I dispiaceri del vero poliziotto, trad. di Ilide Carmignani
- 244. Jean Echenoz, Lampi, trad. di Giorgio Pinotti
- 245. Pierre Mac Orlan, Il porto delle nebbie, trad. di Cristina Földes
- 246. Friedrich Dürrenmatt, L'incarico, trad. di Giovanna Agabio e Roberto Cazzola
- 247. Peter Cameron, Coral Glynn, trad. di Giuseppina Oneto
- 248. Nancy Mitford, L'amore in un clima freddo, trad. di Silvia Pareschi
- 249. Letizia Muratori, Come se niente fosse
- 250. Ian Fleming, Casino Royale, trad. di Massimo Bocchiola
- 251. Emmanuel Carrère, Limonov, trad. di Francesco Bergamasco
- 252. Patrick Dennis, Genio, trad. di Mariagrazia Gini
- 253. Curzio Malaparte, Il ballo al Kremlino, a cura di Raffaella Rodondi
- 254. Ian Fleming, Vivi e lascia morire, trad. di Flavio Santi

### 2013
- 255. Roberto Bolaño, Stella distante, trad. di Barbara Bertoni
- 256. Peter Cameron, Il weekend, trad. di Giuseppina Oneto
- 257. Christopher Isherwood, Addio a Berlino, trad. di Laura Noulian
- 258. Jean Rhys, Quartetto, trad. di Franca Cavagnoli
- 259. Roberto Bolaño, Un romanzetto lumpen, trad. di Ilide Carmignani
- 260. Alexander Masters, Un genio nello scantinato. Biografia di un uomo felice, trad. di Andrew Tanzi
- 261. Emmanuel Carrère, L'Avversario, trad. di Eliana Vicari Fabris
- 262. Roberto Bolaño, La letteratura nazista in America, trad. di Maria Nicola
- 263. Mordecai Richler, Joshua allora e oggi, trad. di Giovanni Ferrara degli Uberti
- 264. Yasmina Reza, Felici i felici, trad. di Maurizia Balmelli
- 265. Milan Kundera La festa dell'insignificanza, trad. di Massimo Rizzante
- 266. V.S. Naipaul, Il massaggiatore mistico, trad. di Giorgio Monicelli
- 267. Ian Fleming, Moonraker, trad. di Massimo Bocchiola

### 2014
- 268. Peter Cameron, Andorra, trad. di Giuseppina Oneto
- 269. Julia Deck, Viviane Élisabeth Fauville, trad. di Lorenza Di Lella e Giuseppe Girimonti Greco
- 270. Steve Tesich, Karoo, trad. di Milena Zemira Ciccimarra
- 271. Roberto Bolaño, I detective selvaggi, trad. di Ilide Carmignani
- 272. Emmanuel Carrère, La settimana bianca, trad. di Maurizia Balmelli
- 273. Shirley Jackson, Lizzie, trad. di Laura Noulian
- 274. Jamaica Kincaid, Vedi adesso allora, trad. di Silvia Pareschi
- 275. Willem Frederik Hermans, Alla fine del sonno, trad. di Claudia Di Palermo
- 276. Pierre Boileau e Thomas Narcejac, I diabolici, trad. di Federica Di Lella e Giuseppe Girimonti Greco
- 277. Ian Fleming, I diamanti sono per sempre, trad. di Massimo Bocchiola
- 278. Kevin Barry, Il fiordo di Killary, trad. di Monica Pareschi
- 279. Fleur Jaeggy, Sono il fratello di XX
- 280. Jean Echenoz, '14, trad. di Giorgio Pinotti
- 281. Katja Petrowskaja, Forse Esther, trad. di Ada Vigliani

### 2015
- 282. Letizia Muratori, Animali domestici
- 283. Emmanuel Carrère, Il Regno, trad. di Francesco Bergamasco
- 284. Eric Ambler, Viaggio nella paura, trad. di Mariagrazia Gini
- 285. Roberto Bolaño, Puttane assassine, trad. di Ilide Carmignani
- 286. Serena Vitale, Il defunto odiava i pettegolezzi
- 287. Ferenc Karinthy, Epepe, trad. di Laura Sgarioto
- 288. Sarban (pseudonimo di John William Wall), Il richiamo del corno, trad. di Roberto Colajanni
- 289. Pierre Boileau e Thomas Narcejac, Le incantatrici, trad. di Federica e Lorenza Di Lella
- 290. William S. Burroughs, I ragazzi selvaggi, trad. di Andrew Tanzi
- 291. Mordecai Richler, La storia di Mortimer Griffin, trad. di Giovanni Ferrara degli Uberti
- 292. Nancy Mitford, Non dirlo ad Alfred, trad. di Silvia Pareschi
- 293. Paolo Maurensig, Teoria delle ombre
- 294. Friedrich Dürrenmatt, Il giudice e il suo boia, trad. di Donata Berra
- 295. Fleur Jaeggy, Le statue d'acqua
- 296. Ian Fleming, Dalla Russia con amore, trad. di Massimo Bocchiola, a cura di Matteo Codignola
- 297. V.S. Naipaul, Sull'ansa del fiume, trad. di Valeria Gattei

### 2016
- 298. Roberto Bolaño, Notturno cileno, trad. di Ilide Carmignani
- 299. Rosa Matteucci, Costellazione familiare
- 300. Alan Bennett, Il gioco del panino, trad. di Mariagrazia Gini
- 301. Christopher Isherwood, Il signor Norris se ne va, trad. di Pietro Leoni
- 302. Lily King, Euforia, trad. di Mariagrazia Gini
- 303. Andrej Longo, L'altra madre
- 304. Teresa Cremisi, La Triomphante, trad. di Lorenza Di Lella e Francesca Scala
- 305. Emmanuel Carrère, Io sono vivo, voi siete morti, trad. di Federica e Lorenza Di Lella
- 306. Eric Ambler, Topkapi, trad. di Mariagrazia Gini
- 307. Pierre Boileau e Thomas Narcejac, La donna che visse due volte, trad. di Federica Di Lella e Giuseppe Girimonti Greco
- 308. Pierre Michon, Vite minuscole, trad. di Leopoldo Carra
- 309. Goffredo Parise, Gli americani a Vicenza, a cura di Domenico Scarpa, nota introduttiva di Cesare Garboli
- 310. Leonard Michaels, Sylvia, trad. di Vincenzo Vergiani
- 311. T.H. White, L'astore, trad. di Giovanni Ferrara degli Uberti
- 312. Han Kang, La vegetariana, trad. di Milena Zemira Ciccimarra
- 313. V.S. Naipaul, L'enigma dell'arrivo, trad. di Marco e Dida Paggi
- 314. Ian Fleming, Il Dottor No, trad. di Flavio Santi, a cura di Matteo Codignola

### 2017
- 315. Roberto Bolaño, Il gaucho insopportabile, trad. di Ilide Carmignani
- 316. Clarice Lispector, Acqua viva, trad. di Roberto Francavilla
- 317. Jamaica Kincaid, Annie John, trad. di Silvia Pareschi
- 318. Yasmina Reza, Babilonia, trad. di Maurizia Balmelli
- 319. Omar Di Monopoli, Nella perfida terra di Dio
- 320. Jean Rhys, Io una volta abitavo qui, trad. di Marisa Caramella e Laura Noulian
- 321. Meyer Levin, Compulsion, premessa di Marcia Clark, introduzione di Gabriel Levin, trad. di Gianni Pannofino
- 322. Lawrence Osborne, Cacciatori nel buio, trad. di Mariagrazia Gini
- 323. Han Kang, Atti umani, trad. di Milena Zemira Ciccimarra
- 324. David Szalay, Tutto quello che è un uomo, trad. di Anna Rusconi
- 325. Ian Fleming, Goldfinger, trad. di Massimo Bocchiola, a cura di Matteo Codignola

### 2018
- 326. Roberto Bolaño, Lo spirito della fantascienza, trad. di Ilide Carmignani
- 327. Madeleine Bourdouxhe, Marie aspetta Marie, nota di Faith Evans, trad. di Graziella Cillario,
- 328. Matsumoto Seichō, Tokyo Express, trad. di Gala Maria Follaco
- 329. Laurie Lee, Un momento di guerra, trad. di Fabrizio Ascari
- 330. Emmanuel Carrère, Un romanzo russo, trad. di Lorenza Di Lella e Maria Laura Vanorio
- 331. Alan Bennett, La signora nel furgone, trad. di Giulia Arborio Mella e Mariagrazia Gini
- 332. Jean Echenoz, Inviata speciale, trad. di Federica e Lorenza Di Lella
- 333. Omar Di Monopoli, Uomini e cani
- 334. Jean Rhys, Buongiorno, mezzanotte, trad. di Miro Silvera
- 335. Pierre Michon, Gli Undici, trad. di Giuseppe Girimonti Greco
- 336. Lawrence Osborne, La ballata di un piccolo giocatore, trad. di Mariagrazia Gini
- 337. Shirley Jackson, Paranoia, trad di Silvia Pareschi
- 338. Sébastien Japrisot, La cattiva strada, trad. di Simona Mambrini
- 339. Peter Cameron, Gli inconvenienti della vita, trad. di Giuseppina Oneto
- 340. Matteo Codignola, Vite brevi di tennisti eminenti

### 2019
- 341. Roberto Bolaño, La pista di ghiaccio, trad. di Ilide Carmignani
- 342. Anatolij Kuznecov, Babij Jar, trad. di Emanuela Guercetti
- 343. Fabio Bacà, Benevolenza cosmica
- 344. J. Rodolfo Wilcock, Il libro dei mostri
- 345. Clarice Lispector, Un soffio di vita, trad. di Roberto Francavilla
- 346. Ian Fleming, Thunderball, trad. di Massimo Bocchiola
- 347. Emmanuel Carrère, Vite che non sono la mia, trad. di Federica Di Lella e Maria Laura Vanorio
- 348. Matsumoto Seichō, La ragazza del Kyūshū, trad. di Gala Maria Follaco
- 349. David Szalay, Turbolenza, trad. di Anna Rusconi
- 350. Friedrich Dürrenmatt, La promessa, trad. di Donata Berra
- 351. V.S. Naipaul, Il ritorno di Eva Perón, trad. di Valeria Gattei
- 352. Raymond Chandler, Il grande sonno, trad. di Gianni Pannofino

### 2020
- 353. Roberto Bolaño, Seplocri di cowboy, trad. di Ilide Carmignani
- 354. Jean Rhys, Viaggio nel buio, trad. di Delfina Vezzoli
- 355. Emmanuel Carrère, I baffi, trad. di Maurizia Balmelli
- 356. David Garnett, La signora trasformata in volpe, traduzione di Silvia Pareschi, con dodici illustrazioni di R. A. Garnett
- 357. Lawrence Osborne, L'estate dei fantasmi, traduzione di Mariagrazia Gini
- 358. Norah Lange, Figure nel salotto, traduzione di Ilide Carmignani
- 359. Peter Cameron, Cose che succedono la notte, traduzione di Giuseppina Oneto
- 360. Ennio Flaiano, Tempo di uccidere, a cura di Anna Longoni
- 361. Anna Wiener, La valle oscura, trad. di Milena Zemira Ciccimarra
- 362. Matsumoto Seichō, Un posto tranquillo, trad. di Gala Maria Follaco
- 363. Raymond Chandler, Addio, mia amata, trad. di Gianni Pannofino
- 364. Shirley Jackson, La luna di miele di Mrs. Smith, trad. di Simona Vinci, A cura di Laurence Jackson Hyman, Sarah Hyman DeWitt

### 2021
- 365. Benjamín Labatut, Quando abbiamo smesso di capire il mondo, trad. di Lisa Topi
- 366. Sait Faik Abasıyanık, Un uomo inutile, trad. di Giampiero Bellingeri e Fabrizia Vazzana
- 367. Emmanuel Carrère, Yoga, trad. di Lorenza Di Lella e Francesca Scala
- 368. Lawrence Osborne, Nella polvere, trad. di Mariagrazia Gini
- 369. Matteo Codignola, Cose da fare a Francoforte quando sei morto
- 370. Peter Cameron, Anno bisestile, trad. Giuseppina Oneto
- 371. Fabio Bacà, Nova
- 372. Ian Fleming, La spia che mi ha amata, trad. Massimo Bocchiola
- 373. Shirley Jackson, La meridiana, trad. Silvia Pareschi
- 374. Barbara O'Brien, Operatori e Cose. Confessioni di una schizofrenica, Con una Postfazione di Michael Maccoby, trad. Mara Baiocchi e Anna Tagliavini

### 2022
- 375. Inès Cagnati, Génie la matta, trad. di Ena Marchi
- 376. Yasmina Reza, Serge, trad. di Daniela Salomoni
- 377. Friedrich Dürrenmatt, Il sospetto, trad. di Margherita Belardetti
- 378. Nancy Mitford, Rincorrendo l'amore (The Pursuit of Love, 1945), trad. di Silvia Pareschi
- 379. Lawrence Osborne, Il regno di vetro, trad. di Mariagrazia Gini
- 380. François Boyer, Giochi proibiti (Les Jeux inconnus, 1947; col titolo Les Jeux interdits, 1952), trad. di Maurizio Ferrara
- 381. Clarice Lispector, Il lampadario, trad. di Virginia Caporali e Roberto Francavilla
- 382. Thomas Bernhard, La fornace, trad. di  Magda Olivetti
- 383. Raymond Chandler, Il lungo addio, trad. di Gianni Pannofino
- 384. Ian Fleming, Solo per i tuoi occhi, trad. di Massimo Bocchiola
- 385. Matsumoto Seichō, Il dubbio, trad. di Gala Maria Follaco
- 386. Shirley Jackson, Un giorno come un altro, trad. di Simona Vinci

### 2023
- 387. William S. Burroughs, Junky, trad. di Andrew Tanzi, a cura di Oliver Harris
- 388. Christopher Isherwood, Il mondo di sera, trad. di Laura Noulian
- 389. Inès Cagnati, Giorno di vacanza, trad. di Lorenza Di Lella e Francesca Scala
- 390. Peter Cameron, Che cosa fa la gente tutto il giorno?, trad. di Giuseppina Oneto
- 391. Jean Stafford, Il puma, trad. di Monica Pareschi
- 392. Pierre Boileau-Thomas Narcejac, I volti dell'ombra, trad. di Federica Di Lella e Maria Laura Vanorio
- 393. Michael Bible, L'ultima cosa bella sulla faccia della terra, trad. di Martina Testa
- 394. Ian Fleming, Al servizio segreto di Sua Maestà, trad. di Massimo Bocchiola
- 395. Benjamín Labatut, Maniac, trad. di Norman Gobetti
- 396. Lawrence Osborne, Java Road (On Java Road, 2022), trad. di Mariagrazia Gini
- 397. Han Kang, L'ora di greco, trad. di Lia Iovenitti

### 2024
- 398. Thomas Bernhard, Gelo, trad. di Magda Olivetti
- 399. Raymond Chandler, Finestra sul vuoto, trad. di Gianni Pannofino
- 400. Katja Petrowskaja, La foto mi guardava, trad. di Ada Vigliani
- 401. Chetna Maroo, T, trad. di Gioia Guerzoni
- 402. Clarice Lispector, La città assediata, trad. di Roberto Francavilla ed Elena Manzato
- 403. William Sloane,[1] Attraverso la notte, Introduzione di Stephen King, trad. di Gianni Pannofino
- 404. Seichō Matsumoto, L'attesa (Tsuyokiari, 1971), trad. di Gala Maria Follaco
- 405. Michele Masneri, Paradiso
- 406. Pierre Boileau-Thomas Narcejac, Le lupe (Les Louves, 1955), trad. di Lorenza Di Lella e Francesca Scala
- 407. Ken Greenhall,[2] Elizabeth (Elizabeth, 1976),[3] trad. di Monica Pareschi
- 408. Inès Cagnati, I pipistrelli (Les Pipistrelles, 1950), trad. di Lorenza Di Lella e Francesca Scala
- 409. Shirley Jackson, La strada oltre il muro (The Road Through the Wall, 1948), trad. di Silvia Pareschi
- 410. Friedrich Dürrenmatt, Greco cerca greca (Grieche sucht Griechin. Eine Prosakomodie, 1955), trad. di Margherita Belardetti
- 411. Christopher Isherwood, Christopher e quelli come lui (Christopher and His Kind, 1963), trad. di Monica Pareschi
- 412. Han Kang, Non dico addio (작별하지 않는다, 2021), trad. di Lia Iovenitti, a cura di Milena Zemira Ciccimarra
- 413. Raymond Chandler, La signora nel lago (The Lady in the Lake, 1943), trad. di Gianni Pannofino

### 2025
- 414. Thomas Bernhard, Correzione (Korrektur, 1975), trad. di Giovanna Agabio
- 415. Rachel Ingalls, Benedetto è il frutto, trad. di Giovanna Granato
- 416. Danilo Kiš, Salmo 44 (Psalm 44, 1962), trad. di Manuela Orazi
- 417. Yasmina Reza, La vita normale
- 418. Ian Fleming, Si vive solo due volte (You Only Live Twice, 1964)
- 419. Rosa Matteucci, Cartagloria